# Parada do Bispo
Parada do Bispo é uma povoação portuguesa do Município de Lamego que foi sede da extinta Freguesia de Parada do Bispo, freguesia que tinha 2,03 km² de área e 149 habitantes (2011), e, por isso, uma densidade populacional de 73,4 hab/km².
A Freguesia de Parada do Bispo foi extinta em 2013, no âmbito de uma reforma administrativa nacional, para, em conjunto com a Freguesia de Valdigem, formar uma nova freguesia denominada União das Freguesias de Parada do Bispo e Valdigem com a sede em Valdigem.
Parada do Bispo, denominada Bagaúste até ao século XIV, foi vila e sede de concelho até 1834. Este era constituído apenas pela freguesia da sede e tinha, em 1801, 173 habitantes. Depois da sua extinção foi anexada ao concelho de Valdigem até à extinção deste, altura em passou para o concelho (atual município) de Lamego.

## População
| População da freguesia de Parada do Bispo | População da freguesia de Parada do Bispo | População da freguesia de Parada do Bispo | População da freguesia de Parada do Bispo | População da freguesia de Parada do Bispo | População da freguesia de Parada do Bispo | População da freguesia de Parada do Bispo | População da freguesia de Parada do Bispo | População da freguesia de Parada do Bispo | População da freguesia de Parada do Bispo | População da freguesia de Parada do Bispo | População da freguesia de Parada do Bispo | População da freguesia de Parada do Bispo | População da freguesia de Parada do Bispo | População da freguesia de Parada do Bispo |
| ----------------------------------------- | ----------------------------------------- | ----------------------------------------- | ----------------------------------------- | ----------------------------------------- | ----------------------------------------- | ----------------------------------------- | ----------------------------------------- | ----------------------------------------- | ----------------------------------------- | ----------------------------------------- | ----------------------------------------- | ----------------------------------------- | ----------------------------------------- | ----------------------------------------- |
| 1864                                      | 1878                                      | 1890                                      | 1900                                      | 1911                                      | 1920                                      | 1930                                      | 1940                                      | 1950                                      | 1960                                      | 1970                                      | 1981                                      | 1991                                      | 2001                                      | 2011                                      |
|                                           | 248                                       | 217                                       | 217                                       | 218                                       | 217                                       | 270                                       | 269                                       | 291                                       | 287                                       | 269                                       | 265                                       | 234                                       | 200                                       | 149                                       |

No censo de 1864 estava anexada à freguesia de Valdigem
| Distribuição da População por Grupos Etários | Distribuição da População por Grupos Etários | Distribuição da População por Grupos Etários | Distribuição da População por Grupos Etários | Distribuição da População por Grupos Etários | Distribuição da População por Grupos Etários | Distribuição da População por Grupos Etários | Distribuição da População por Grupos Etários | Distribuição da População por Grupos Etários | Distribuição da População por Grupos Etários |
| -------------------------------------------- | -------------------------------------------- | -------------------------------------------- | -------------------------------------------- | -------------------------------------------- | -------------------------------------------- | -------------------------------------------- | -------------------------------------------- | -------------------------------------------- | -------------------------------------------- |
| Ano                                          | 0-14 Anos                                    | 15-24 Anos                                   | 25-64 Anos                                   | > 65 Anos                                    |                                              | 0-14 Anos                                    | 15-24 Anos                                   | 25-64 Anos                                   | > 65 Anos                                    |
| 2001                                         | 29                                           | 42                                           | 102                                          | 27                                           |                                              | 14,5%                                        | 21,0%                                        | 51,0%                                        | 13,5%                                        |
| 2011                                         | 15                                           | 18                                           | 80                                           | 36                                           |                                              | 10,1%                                        | 12,1%                                        | 53,7%                                        | 24,2%                                        |

Média do País no censo de 2001:  0/14 Anos-16,0%; 15/24 Anos-14,3%; 25/64 Anos-53,4%; 65 e mais Anos-16,4%
Média do País no censo de 2011:   0/14 Anos-14,9%; 15/24 Anos-10,9%; 25/64 Anos-55,2%; 65 e mais Anos-19,0%

## Património
- Marco granítico n.º 93[6]